# A Baña
A Baña est une commune de la province de La Corogne en Espagne, située dans la communauté autonome de Galice.